# Wu Wenkai
Wu Wenkai (chinesisch 吳文凱, * 28. November 1970) ist ein ehemaliger chinesischer Badmintonspieler.

## Karriere
Wu Wenkai nahm 1992 an den Olympischen Spielen im Herreneinzel teil. Nach einem Freilos und einem Sieg scheiterte er im Achtelfinale an Kim Hak-kyun aus Südkorea und wurde Neunter. 1992 gewann er auch die Hong Kong Open, nachdem er im Jahr zuvor das Finale dort verloren hatte. Bei den China Open 1992 wurde er ebenfalls Zweiter. Auch bei der Badminton-Juniorenweltmeisterschaft 1988 hatte er schon Silber gewonnen. Bei der Weltmeisterschaft der Erwachsenen 1991 schaffte er es bis ins Viertelfinale, beim World Badminton Grand Prix 1991 bis ins Finale. Dort unterlag er Landsmann Zhao Jianhua in drei Sätzen. 1990 gewann er den Badminton World Cup.

## Sportliche Erfolge
| Saison | Veranstaltung              | Disziplin | Platz        | Name      |
| ------ | -------------------------- | --------- | ------------ | --------- |
| 1988   | Junioren-Weltmeisterschaft | 2         | Herreneinzel | Wu Wenkai |
| 1989   | Hong Kong Open             | 2         | Herreneinzel | Wu Wenkai |
| 1990   | Weltcup                    | 1         | Herreneinzel | Wu Wenkai |
| 1991   | World Badminton Grand Prix | 2         | Herreneinzel | Wu Wenkai |
| 1991   | Hong Kong Open             | 2         | Herreneinzel | Wu Wenkai |
| 1992   | Hong Kong Open             | 1         | Herreneinzel | Wu Wenkai |
| 1992   | China Open                 | 2         | Herreneinzel | Wu Wenkai |